# 亚历山大·米特罗维奇 (排球运动员)
亚历山大·米特罗维奇（羅馬化：Aleksandar Mitrović，1982年9月24日—），塞尔维亚男子排球运动员。他曾代表塞尔维亚和黑山国家队参加2004年夏季奥林匹克运动会排球比赛，获得第五名。